# 黟县
黟县，是中华人民共和国安徽省黄山市下辖的一个县。面积847平方公里，常住总人口約8万。黟县是黄山市最小的一个县，也是最古老的县之一，2021年6月2日国务院同意将该县列为国家历史文化名城。

## 历史
黟县古称黝（黟的异体字，音同黟），始建于秦始皇帝二十六年（公元前221年）。按《旧唐书·地理志》黟县得名于县城南方产石墨的墨岭山（今为青岭山）。
西汉鸿嘉二年（公元前19年）六月，黝县改为广德国，立中山宪王刘福的弟弟利乡孝侯刘安之孙、利乡戴侯刘遂之子刘云客为广德王，奉祀中山靖王刘胜。次年，刘云客薨，谥号夷，没有儿子。鸿嘉五年，广德国被废除，复称黝县。王莽始建国二年（公元10年），黝县改称朔卤，属丹阳郡。建武元年（公元25年），复称黝县。按《宋书·州郡志》孙权于建安十三年分丹阳郡置新都郡，晋武帝改名新安郡，黟县与歙县都属于新安郡。隋灭陈后，一度废止了黟县，又于大业十一年恢复了建置。宋代的黟县隶属江南东路的徽州，在重要程度上被评为“紧”。元代则隶属于徽州路，被评为“下”县。
1950年属太平、石台的美溪、柯村、宏潭划归黟县管辖。1958年1月2日，黟县县委、县政府机关奉令迁至祁门县合并办公。1959年4月5日，恢复黟县建置。

## 行政区划

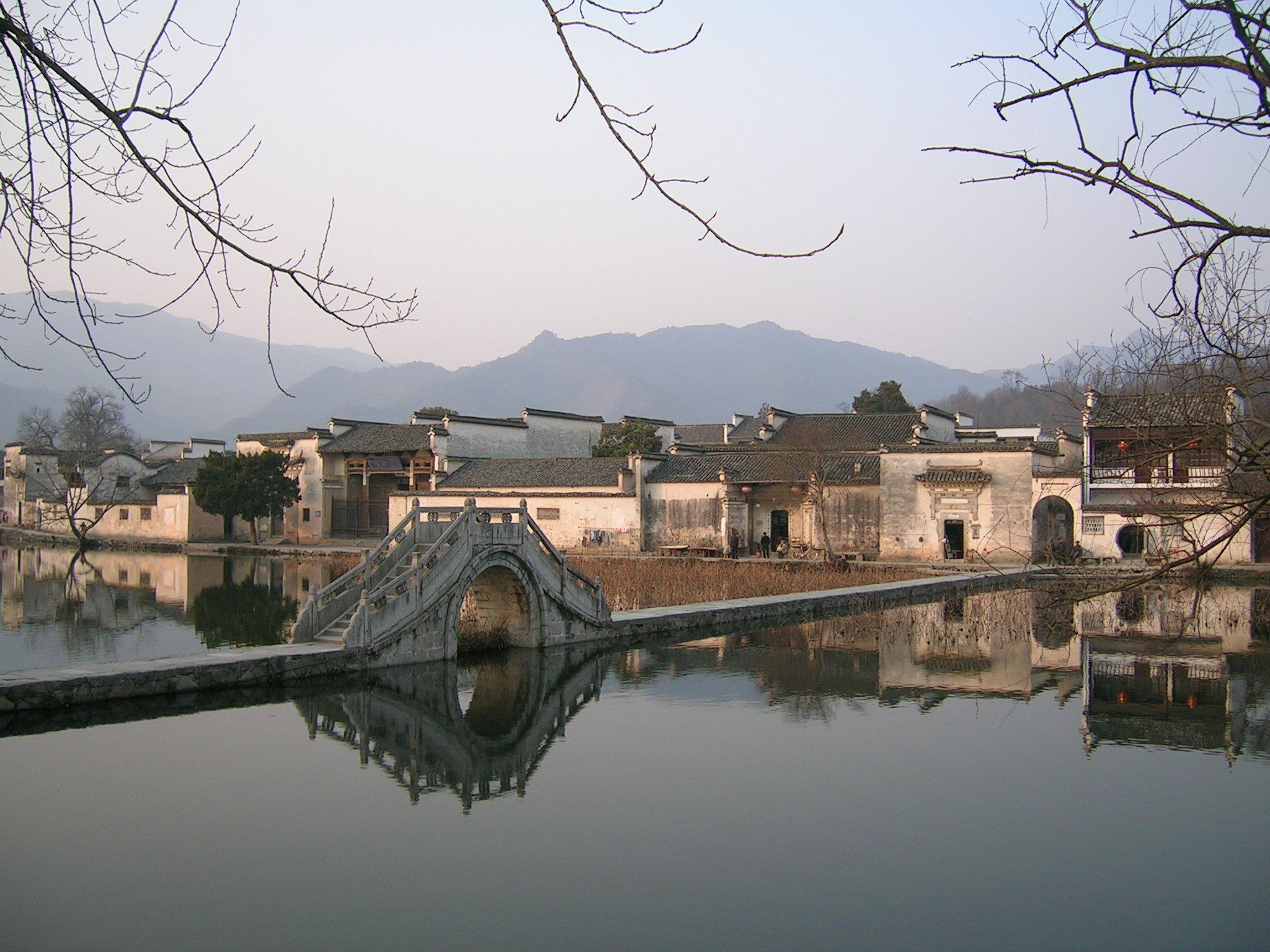
黟县宏村景观

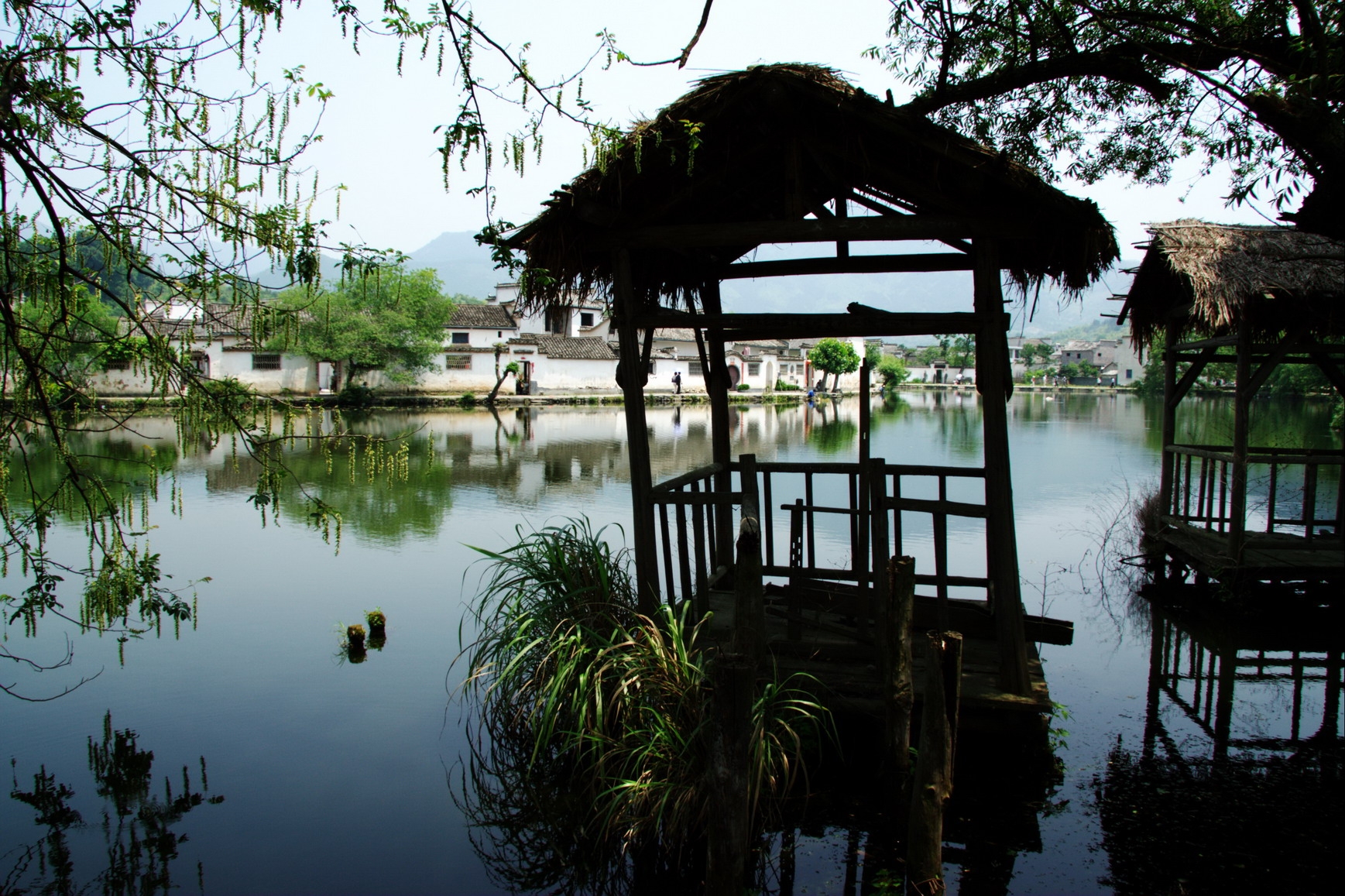
南湖风光

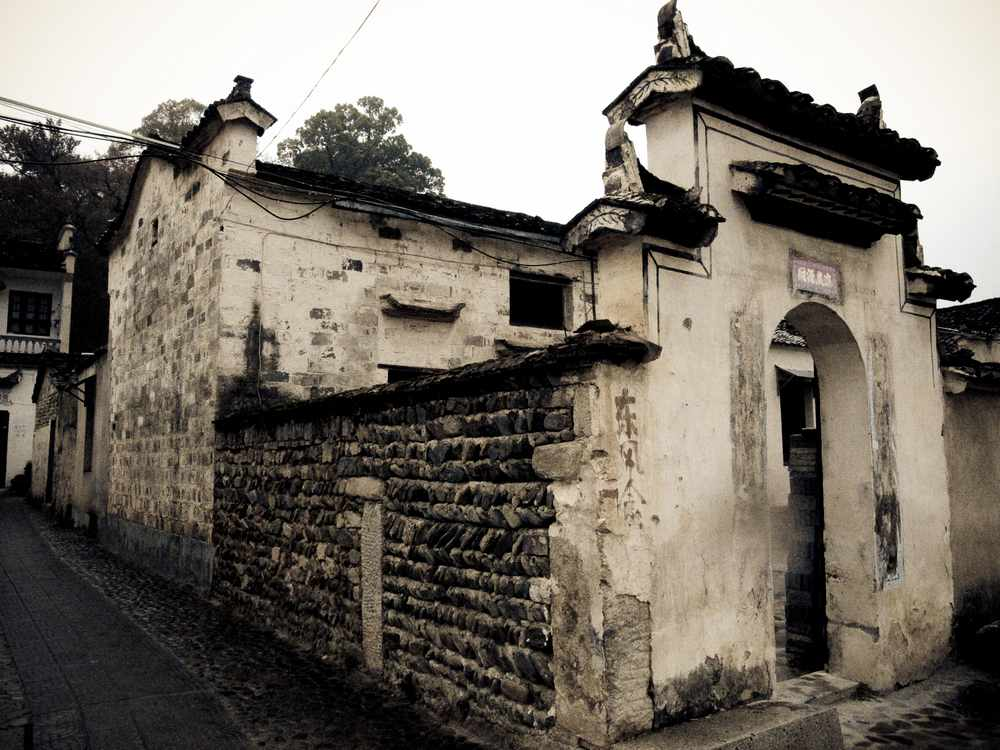
宏村老屋

黟县下辖5个镇、3个乡：
碧阳镇、宏村镇、渔亭镇、西递镇、柯村镇、美溪乡、宏潭乡和洪星乡。

## 人口
根据(安徽省)黄山市第七次全国人口普查公报显示：黟县常住人口为76211人，男性人口占比51.83%，女性人口占比48.17%，年龄结构中0-14岁占比11.9%，15-59岁占比60.72%，60岁以上占比27.38%，65岁以上占比20.4%。

## 地理
黟县北枕黄山，南望白岳，四面群山环抱，耕地面积共0.403万公顷，山场面积7.04万公顷，森林覆盖率达76.3%。年平均气温15.8℃，降水量1686毫米，无霜期212-213天。

## 文化
境内至今仍存有保护完整的古民居3600幢，为皖南之首。有西递、宏村、南屏、关麓、屏山等古民居建筑村落，其中西递、宏村已被联合国教科文组织列为世界文化遗产。《黟山竹枝词》是吟詠古徽州黟县的创作，多記风土民情、山川形胜。俞正燮有竹枝词：“两般胜贵米与钱，大业从来说垦田；人众真难为造物，苞芦已值到山颠。”又“几层小楼傍山隈，六尺地从三户开；游客不知人逼仄，间评都说好楼台。”
黟县的全国重点文物保护单位包括：
- 5-320 宏村古建筑群
- 5-321 西递村古建筑群
- 6-570 南屏村古建筑群
- 8-0307-3-110 屏山舒氏祠堂

黟县的安徽省文物保护单位包括：
- 1-15 皖南苏区江边特区革命委员会旧址
- 2-18 程氏宅
- 4-45 韩氏宗祠
- 5-61 屏山村古建筑群
- 5-63 赛金花故居
- 6-94 卢村志诚堂
- 6-95 吾爱吾庐民宅
- 7-62 仁公祠（何氏祠堂）
- 8-149 卢村建筑群，宏村镇
- 8-150 通济桥，碧阳镇
- 8-151 碧山汪氏世祠，碧阳镇碧山村碧东组

## 景区
- 皖南古村落—西递•宏村（五星）
- 南屏景区（四星）
- 屏山景区（四星）
- 归园-赛金花景区（四星）
- 打鼓岭景区（四星）
- 木坑竹海（三星）
- 黟县古城景区（三星）

## 特产
泗溪三宝：苦丁茶、香榧、葛粉。
- 苦丁茶，富含多酚类、三萜类、黄酮类化合物、皂甙、熊果酸、蛇麻脂醇、蒲公英赛醇及多种无机盐、氨基酸、维生素，营养与药理成分丰富。含有多种生理活性天然物质和人体所需要的硒、锌等多种微量元素。

- 香榧仁肉有丰实的脂肪、蛋白质、糖份及碳水化合物，并含有多种维生素和不饱和脂肪酸，有极高的营养价值。

- 腊八豆腐，是安徽黟县民间风味特产，在春节前夕的腊八，即农历十二月初八前后，黟县家家户户都要晒制豆腐，民间将这种自然晒制的豆腐，称作腊八豆腐。

- 食桃，由优质籼米掺入一定比例的糯米机成米粉制成。用水和粉，揉成粉团，压入模中成型，蒸熟即可食用。